# Монархізм
Монархізм — політичний рух, метою якого є встановлення, збереження або відновлення монархії як форми державного правління в країні.
Монархіст — це людина, яка підтримує цю форму правління, із принципу, незалежно від монарха.
У монархічній системі монархом може бути людина, яка сидить на престолі, претендент на престол або той, кого було повалено з престолу.

## Монархічні організації
Монархічні організації існують в багатьох державах світу.
Найбільшим об'єднанням монархістів у світі є Міжнародна монархічна конференція. Станом на 11 січня 2010 року, ММК об'єднувала 67 монархічних організацій та ЗМІ з 31 країни світу. Президентом ММК є Крішна Прасад Сігдель (Непал), генеральним секретарем ММК — Сильван Руссільон (Франція). Також існують Міжнародна монархічна ліга і Товариство об'єднаних роялістів.

## Монархічні партії
У деяких республіканських країнах монархісти активно беруть участь в політичній боротьбі. Наприклад, у Болгарії Національний рух за стабільність і підйом (колишній Національний рух «Симеон II») входить до числа провідних партій країни і деякий час навіть була правлячою партією. У Чехії існує Монархічна партія Чехії і Моравії, серед членів якої є декілька глав муніципалітетів і депутати ряду муніципальних зборів. 

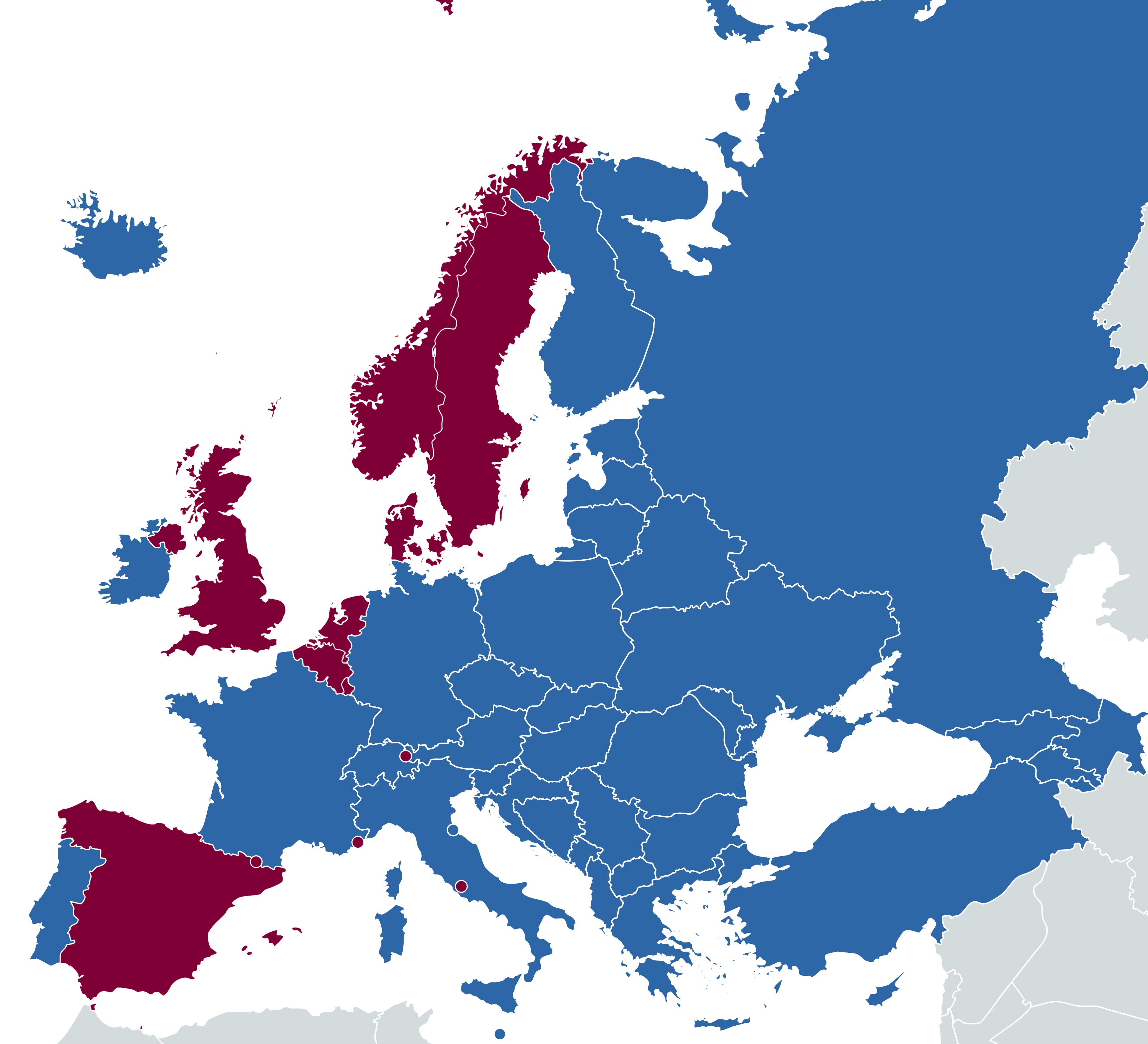
Карта чинних монархів Європи яких налічується – 12: 7 королівств (Бельгія, Велика Британія, Данія, Іспанія, Нідерланди, Норвегія, Швеція), 3 князівства (Андорра, Ліхтенштейн, Монако), велике герцогство Люксембург, місто-держава Ватикан (форма правління – абсолютна теократична виборна монархія).

### Європа
- Австрія
  - Чорно-жовтий альянс
  - Соціально-консервативна партія монархістів Австрії
  - Австрійська асоціація
  - "Біла троянда"

- Албанія
  - Партія руху до законності
  - Партія Албанської монархічного демократичного руху
  - Албанське національний рух до законності
- Вірменія
  - Монархічна партія Вірменії
  - Вірменський Княжий Союз
  - Мелікський Союз
- Бельгія
  - Бельгійський союз
  - Християнсько-демократична і фламандська
  - Національний фронт
- Білорусь
  - Монархічна ліга Великого князівства Литовського
- Болгарія
  - Національний рух за стабільність і підйом
- Велика Британія
  - Консервативна партія
  - Шотландська консервативна партія
  - Партія незалежності Сполученого Королівства
  - Королівське товариство Стюарт
  - Страффорд клуб
  - Шотландська партія якобітів
  - партія якобітів
  - Асоціація конституційної монархії
  - Асоціація «Марія Стюарт»
  - Монархічна асоціація Оксфордського університету
- Угорщина
  - монархічний портал

- Україна
  - Український Союз Гетьманців-Державників
  - Орден Третього Гетьманату

- Німеччина
  - Друзі монархії
  - Bund aufrechter Monarchisten
  - «Традиція і життя»
  - «Молодь лояльна кайзеру»
    - Баварія
      - Баварська королівська партія
      - Асоціація вірності королю
- Греція
  - Королівський будинок Греції
  - Грецька царська сім'я
  - «Національна ідея»
  - Національна асоціація монархістів
  - Грецький королівський союз
- Грузія
  - Союз грузинських традиціоналістів
  - Монархічно-консервативна партія Грузії
- Іспанія
  - Народна партія Іспанії
  - Іспанська фаланга
  - Суспільство традиціоналістів (карлістов)
  - партія карлістів
  - Організація монархічних дій
  - Іспанський інститут фундаменталізму
  - Спільнота традиціоналістів
- Італія
  - Монархічне альянс
  - Італійське монархічний рух
  - Італійський монархічний союз
  - Національне монархічний рух
  - Група «Савой»
  - католицький альянс
- Польща
  - Консервативно-монархічний клуб
  - Польська ліга монархістів
  - Організація польських монархістів
  - Американське суспільство по захисту традицій, сім'ї та власності в Польщі
  - Польський союз монархічної угруповання
  - Польський рух монархістів
- Португалія
  - Народна монархічна партія
  - Королівська справа
  - Рух луїзитанський інтегралізм
  - Реконкіста
  - «Національне просвіта»
  - «Посланці короля»
- Росія
  - Монархічна партія РФ
  - Всеросійський Монархічне Центр
  - Орден Царського Орла
  - Російський Імперський Союз-Орден
  - Російське імперське рух
  - Союз російського народу
  - Рух «За Віру і Батьківщину»
- Румунія
  - Національна селянська партія (Румунія)
  - Партія «Велика Румунія»
  - Національна народна партія
  - Ліберальний союз «Бретіану»
  - Асоціація друзів короля Михайла
  - Альянс за монархію
  - Північна Ірландія Помаранчевий орден
- Сербія
  - Сербський рух оновлення
  - Сербський демократичний рух поновлення
  - «Королівська молодь»
  - Сербський союз за Королівство
  - Сербський блок роялістів
  - Сербський рух монархістів
- Україна
  - Всеукраїнська громадська організація «Трон» (неактивна)
- Туреччина
  - «Османський співтовариство»
- Франція
  - «Аксьонов Франсез» (орлеаністи)
  - Альянс роялістів
  - Демократичний збір (Капетинги)
  - Нове роялістське дію (орлеаністи)
  - Рада герцога Анжуйського
  - Союз на користь монархії
  - «Національна реставрація"
  - Рухи Франція і королівство
  - французькі роялісти
  - Інститут дому Бурбонів
- Чехія
  - «Чеська корона»
- Швеція
  - «Об'єднані монархісти»
  - Роялістська асоціація
  - «Королівська молодь»
- Естонія
  - Естонська монархічна ліга

## Український монархізм
Український монархізм насамперед представлений Гетьманським рухом України та Теорією українського консерватизму (також Теорія українського монархізму), розробленою В'ячеславом Липинським (сам Липинський називав цю теорію «українським гетьманським націоналізмом») .
Гетьманський рух — це громадсько-політична організація прихильників Гетьмана Павла Скоропадського, що активно діяла у першій половині ХХ століття в Україні та за її межами, й ідеологічно ґрунтувалася на монархічній теорії В. Липинського.
В українській діаспорі Північної Америки існує Союз Гетьманців Державників у Північній Америці. Ця монархічна організація українців США та Канади також підтримувала ідею української гетьманської держави зі Павлом Скоропадським на чолі.
Після відновлення незалежності України діячі гетьманського руху розробили проєкт державного устрою України під назвою Українська Трудова Дідична (тобто спадкова) Монархія. Ідея базувалася на теоретичному вченні В.Липинського та була уніфікована у документі під назвою «Конституційні основи Української Держави в світлі програмових засад Гетьманського руху», що, по суті, став проєктом конституції майбутньої монархічної української держави.
Також у сучасній Україні є два підходи українського монархізму. Перший підхід передбачає відновлення Гетьманства і фактично є повторенням ідей Липинського і Скоропадського. Другий підхід передбачає відновлення української монархії за рахунок запрошення на престол України представників Династії Габсбургів-Лотарингських, які уже мають титул «Король Галичини і Володимирії».